# Kitty de Wijze

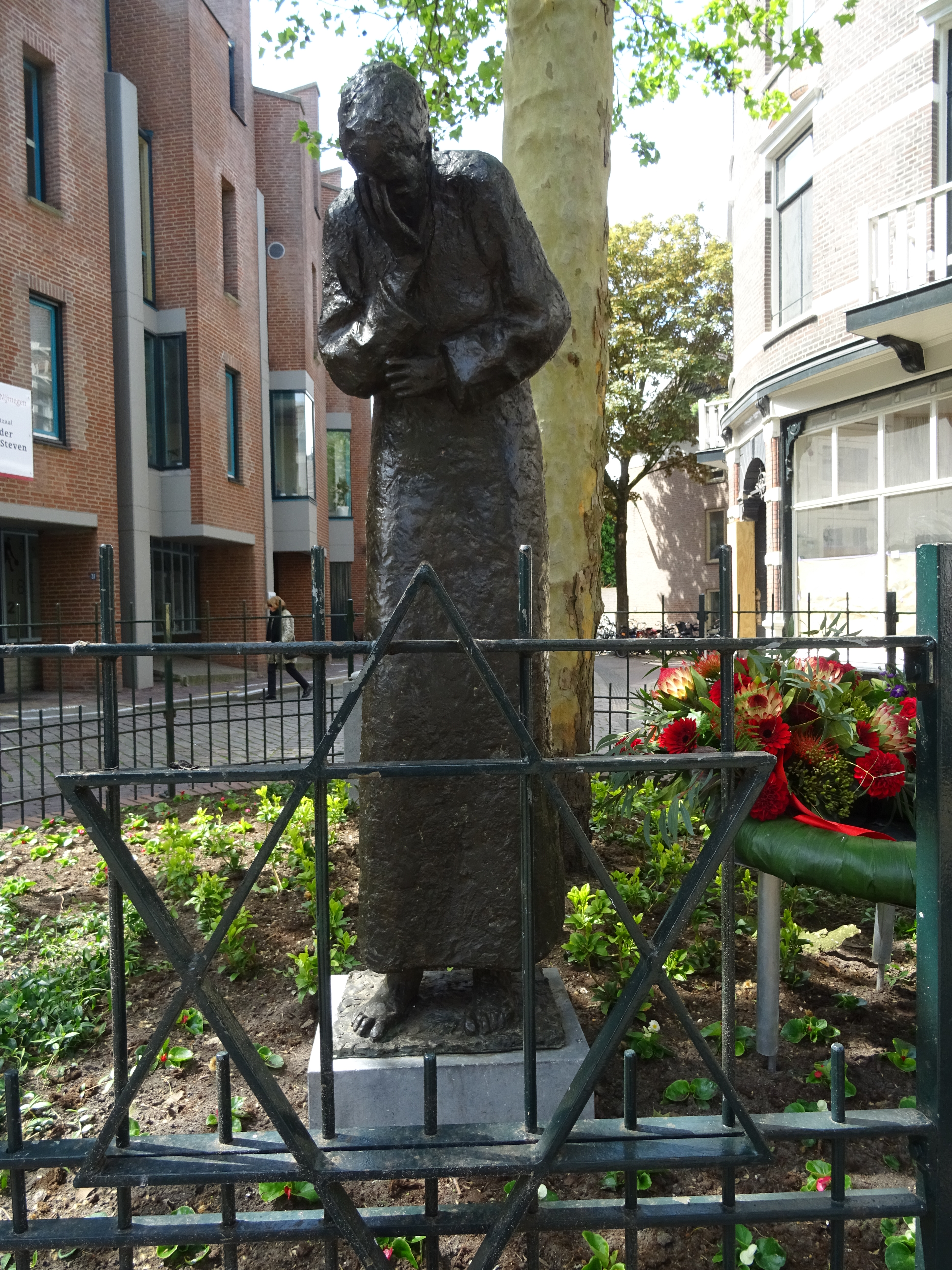
Kitty de Wijze plaats, Nijmegen

Kaatje „Kitty“ de Wijze (* 23. November 1920 in Boxmeer; † 15. Dezember 1942 im KZ Auschwitz III Monowitz, Polen) war eine niederländische jüdische Einwohnerin Nijmegens und Opfer des Holocausts in den Niederlanden.

## Werdegang

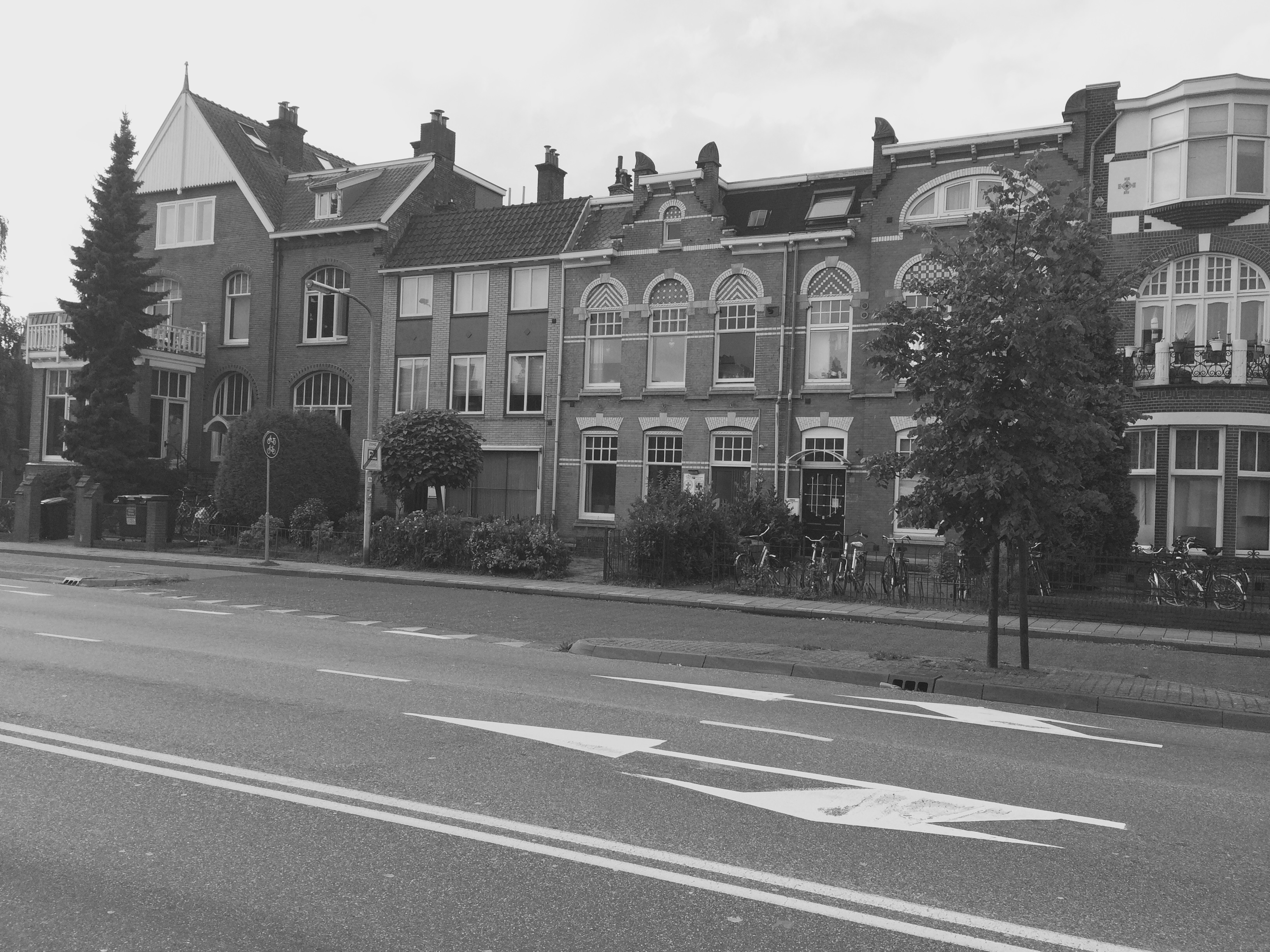
Graafseweg 82–90, Nijmegen

Kitty de Wijze wurde als Tochter des Viehhändlers Levi Mozes de Wijze (1885–1943) und von Lea Groenewoudt (1895–1943) geboren. Sie wuchs mit ihren drei Schwestern Sybilla „Elly“ (1919–1943), Johanna „Joke“ Jeanette (1922–1942) und Albertina „Tini“ (1924–1943) in Boxmeer auf. Anfang April 1932 zog sie mit ihrer Familie nach Nijmegen in den Graafscheweg 84. Sie absolvierte eine Ausbildung zur Krankenschwester, schloss diese jedoch nicht ab, sondern wurde Stenotypistin. Außerdem unterrichtete sie im Jahr 1941 zwei Schüler zu Hause: nachdem ab dem 1. September 1941 öffentliche Schulen für jüdische Kinder verboten waren, erhielt David Frank bei ihr Unterricht in Vorbereitung der jüdischen Hogereburgerschool in Arnheim, die 1941 noch nicht in Betrieb war, und Margot van Embden war ihre Schülerin, weil deren Eltern sich die HBS für jüdische Mädchen in Arnheim nicht leisten konnten.
Nach Ausbruch des Zweiten Weltkriegs und der Besetzung der Niederlande verschlechterten sich die Lebensbedingungen der jüdischen Bevölkerung immer mehr. Als Anfang Oktober 1942 die deutschen Besatzer mehrere Häuser am Graafseweg beschlagnahmten, musste die Familie De Wijze in eine Pension in der Johannes Vijghstraat 60 (heute Nr. 70) umziehen.

## Deportation
Am 17. November 1942 begann in Nijmegen eine Großrazzia zur Verhaftung aller Juden in Nijmegen, die sich bereits im Januar 1941 hatten registrieren lassen müssen und ab Mai 1942 einen Judenstern sichtbar an der Kleidung tragen mussten. 196 Personen, darunter Kitty de Wijze mit ihren drei Schwestern, wurden in der Turnhalle der Hogereburgerschool am Kronenburgersingel eingesperrt und am folgenden Tag mit einem Zug zum Bahnhof Hooghalen transportiert. Von dort mussten sie zu Fuß zum Durchgangslager Westerbork gehen.
Kitty und Joke de Wijze wurden am 12. Dezember 1942 in das KZ Auschwitz deportiert. Auf dem Transport dorthin warfen die Schwestern an verschiedenen Stellen zwischen Westerbork und der deutschen Grenze mit Bleistift geschriebene Postkarten aus dem Zug, in der Hoffnung, dass sie gefunden und an ihre Verwandten weitergegeben würden. Sie versuchten darin ihre Angst zu verbergen und verfassten tröstende Texte an ihre Eltern. Kitty de Wijze schrieb: „Wir werden immer unser Bestes geben und tapfer bleiben“ und ihre Schwester Joke: „Unseren Humor werden sie uns sowieso nicht nehmen. Das lassen wir uns durch nichts nehmen. Wenn die Reise vorbei ist und wir wieder arbeiten, wird alles wieder gut.“
Sie erreichten das KZ Auschwitz am 15. Dezember 1942 und wurden sofort in den Gaskammern ermordet. Sie gehörten zu den ersten jüdischen Opfern des Holocaust in den Niederlanden aus Nijmegen. Ihre Schwester Elly wurde im KZ Auschwitz am 12. Februar 1943 ermordet, die inzwischen ebenfalls verhafteten Eltern und Schwester Tini am 17. September 1943. Ihr Cousin Ludwig de Wijze überlebte verschiedene Konzentrations- und Vernichtungslager und engagierte sich nach dem Krieg im jüdischen Leben in Nijmegen.

## Gedenken

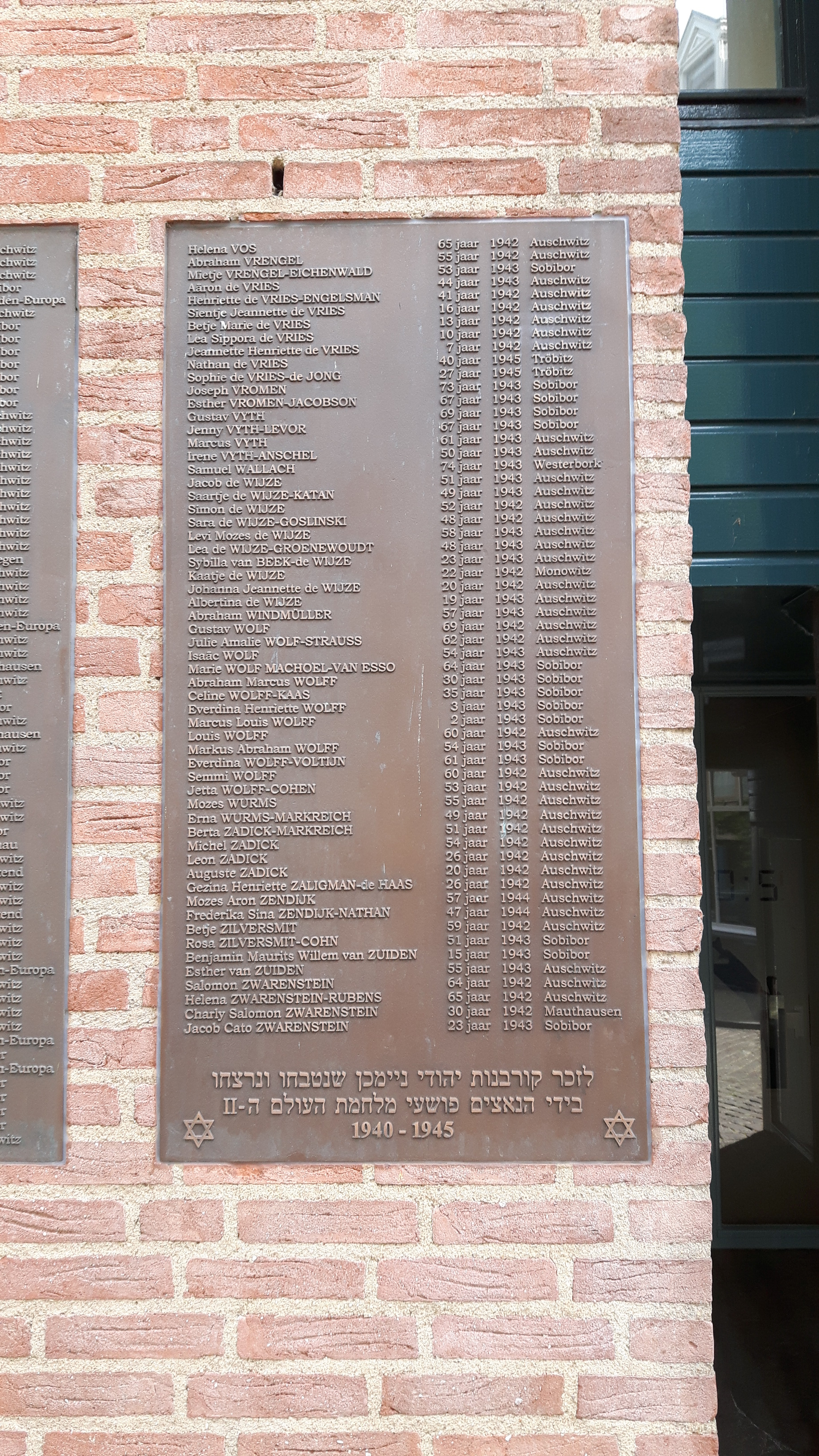
Gedenktafel mit den Namen der Familie De Wijze

Im Jahr 1995 erwarb das Stadtarchiv Nijmegen zehn der von den Schwestern De Wijze und Ellys Ehemann Herman van Beek geschriebenen Postkarten. Acht der Karten waren an die Eltern in Nijmegen adressiert, davon wurden fünf der Postkarten gemeinsam von Kitty und Joke de Wijze am 12. Dezember 1942 während des Transports nach Auschwitz geschrieben. Die älteste Karte stammt vom 18. November 1942, die jüngste vom 9. Februar 1943, als Elly de Wijze und ihr Mann nach Auschwitz transportiert wurden. Die Karten werden im Regionaal Archief Nijmegen aufbewahrt.
Nach Entdeckung der Postkarten beschloss die Stadt Nijmegen, einen Platz nach Kitty de Wijze zu benennen und dort ein Denkmal zum Gedenken an die Opfer der Judenverfolgung aus Nijmegen zu errichten. Im Mai 1995 wurde ein Platz in der Unterstadt in Kitty de Wijzeplaats benannt. „Kitty de Wijze ist zum Symbol der Juden aus Nimwegen geworden, die deportiert wurden und nie zurückkehrten“. In der Platzmitte befindet sich auch das am 4. Mai 1995 enthüllte Denkmal für die über 400 umgekommenen Juden aus Nimwegen. Es handelt sich um eine trauernde Frauenstatue aus Bronze, die vom Nijmwegener Künstler Paul de Swaaf geschaffen wurde. In den die Skulptur umgebenden Zaun sind zwei Davidsterne eingearbeitet. Hinter der Statue steht ein Gedenkstein, der an einen Grabstein erinnert. Darin eingraviert ist eine Gedichtzeile aus dem Gedicht „Vrede“ (Frieden) von Leo Vroman: „kom vanavond met verhalen • hoe de oorlog is verdwenen • en herhaal ze honderd malen • alle malen zal ik wenen“.
Im April 2015 wurden an der Fassade des nahegelegenen Konferenzzentrums am Kitty de Wijzeplaats sieben bronzene Gedenktafeln mit 499 Namen der jüdischen Einwohner Nijmegens angebracht, die während des Zweiten Weltkriegs starben. Jedes Jahr am 4. Mai findet dort eine Gedenkfeier statt, bei der alle Namen der in den Lagern ermordeten Nijmegener verlesen werden.
Im Jahr 2014 wurde die Kitty de Wijze-Stiftung gegründet mit dem Ziel, das Gebäude der ehemaligen Synagoge an der Gerard Noodtstraat 121 in Nijmegen zu erhalten und die Pflege des jüdischen Erbes in Nijmegen zu fördern. Seit 2016 hat dort die Stiftung ihren Sitz, ebenso wie das von ihr gegründete Kitty de Wijze Centrum, das zur historischen Bedeutung des Bauwerks informiert und die jüdische Geschichte von Nijmegen und Umgebung darstellt.

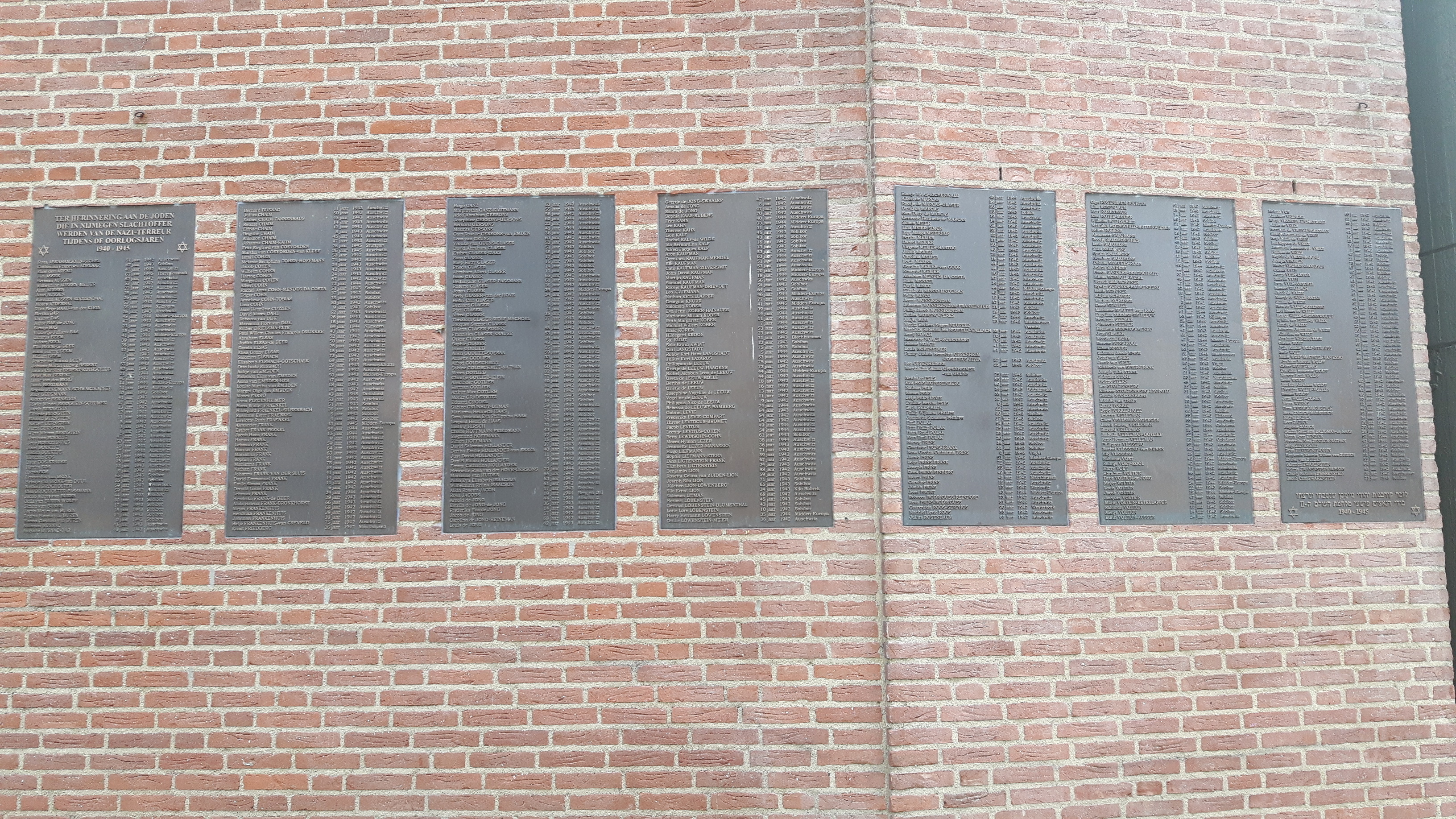
Gedenktafeln am Kitty de Wijze plaats
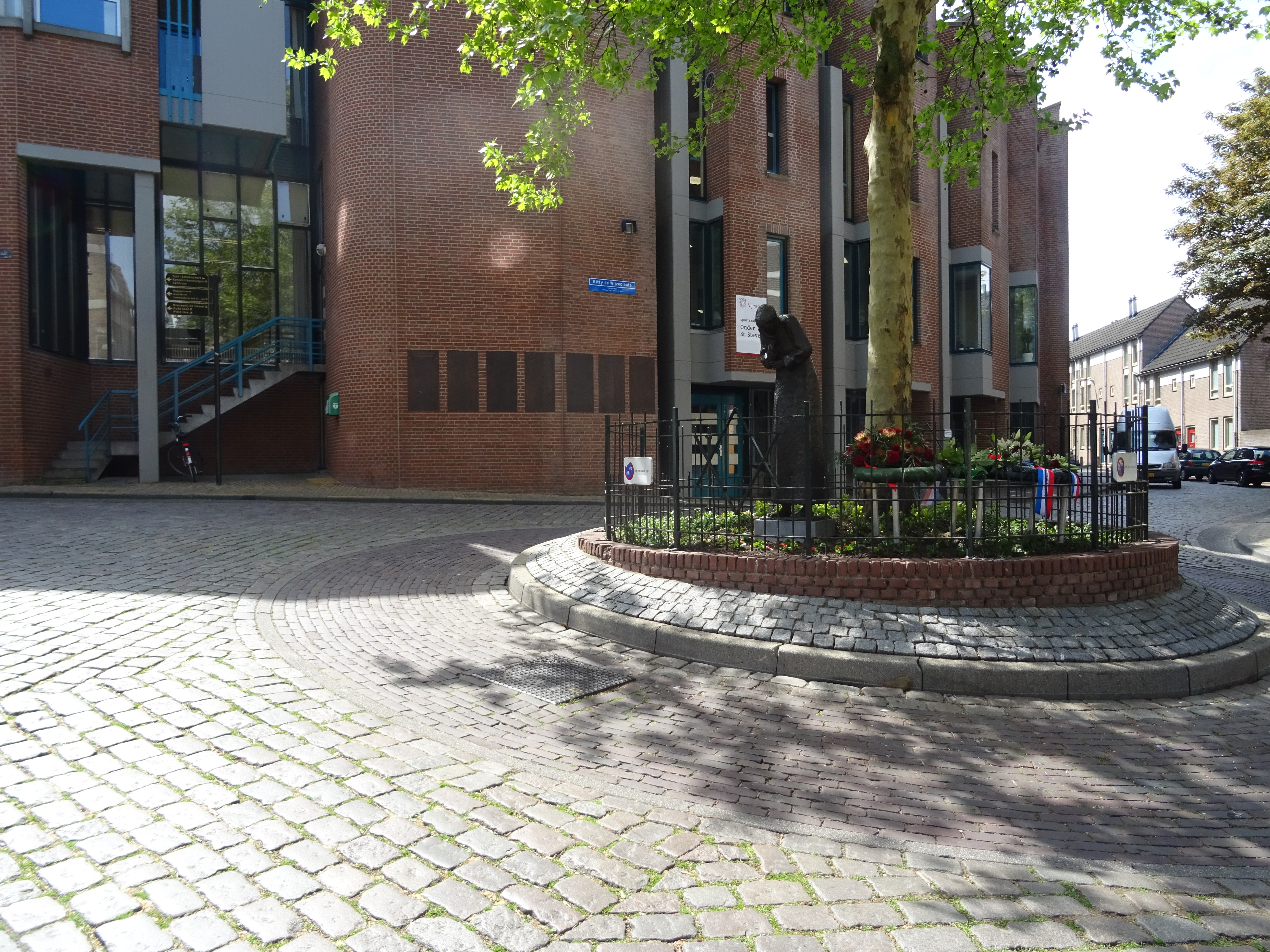
Kitty de Wijze plaats
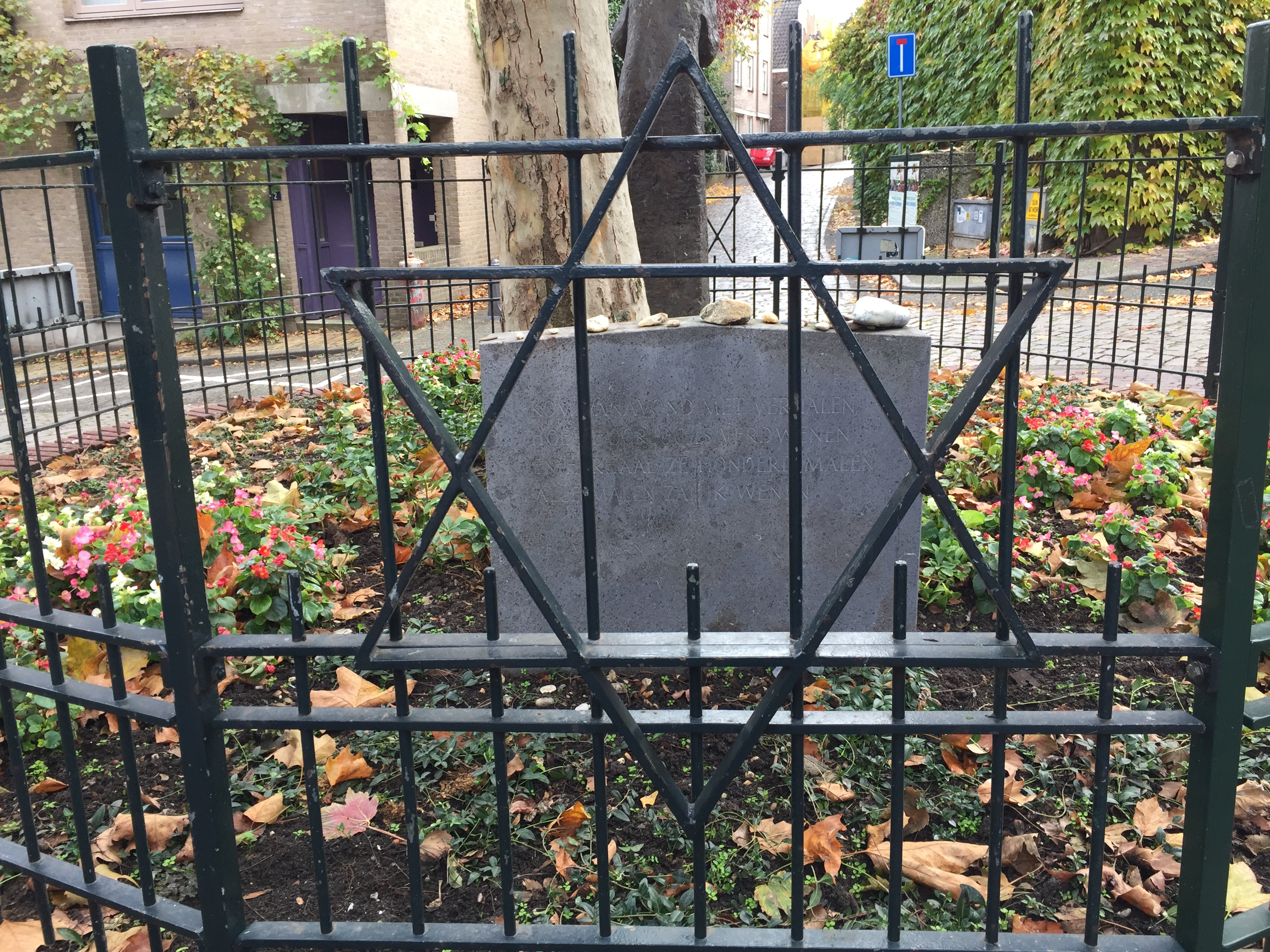
Davidstern im Zaun
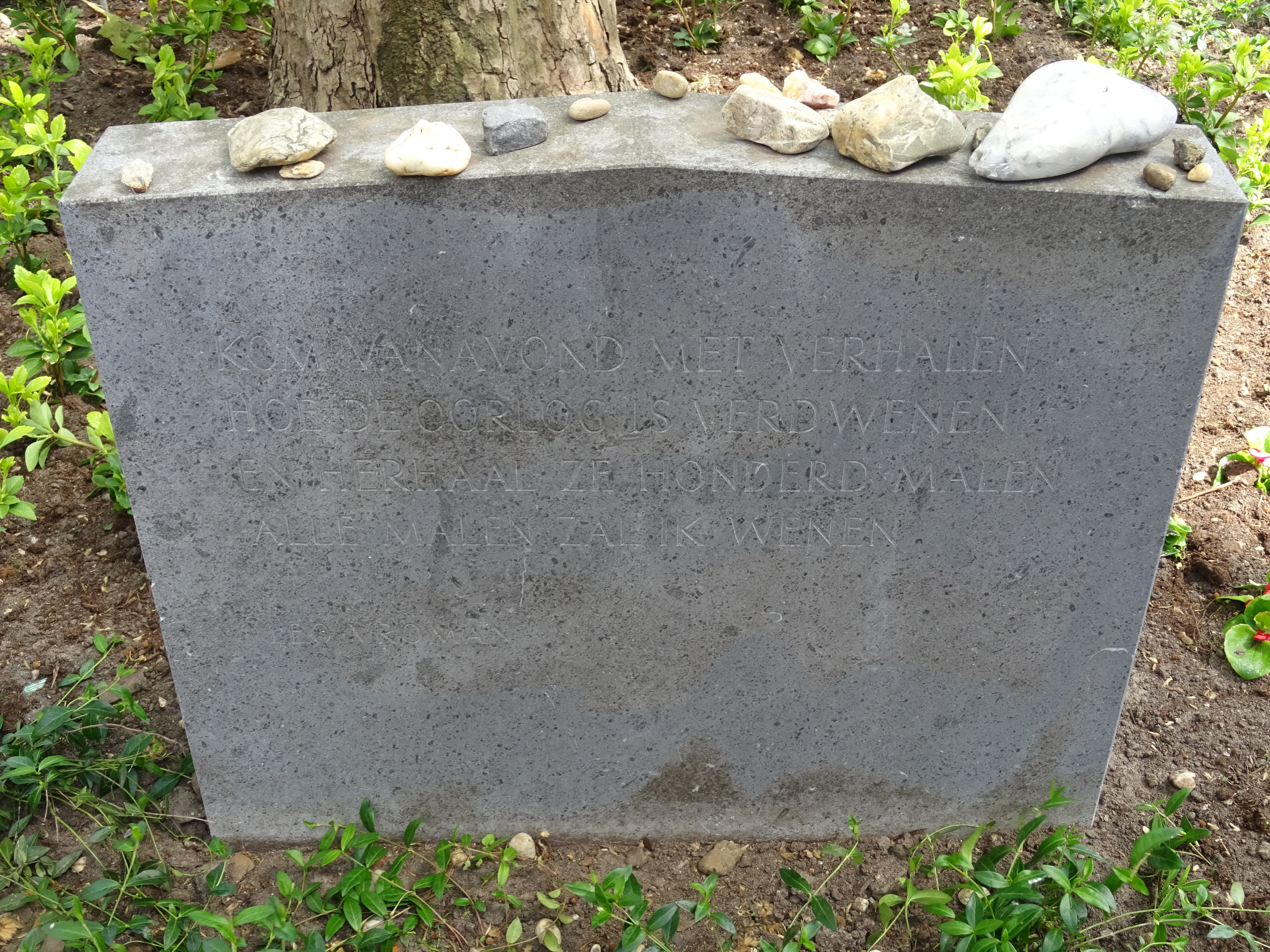
Gedenkstein
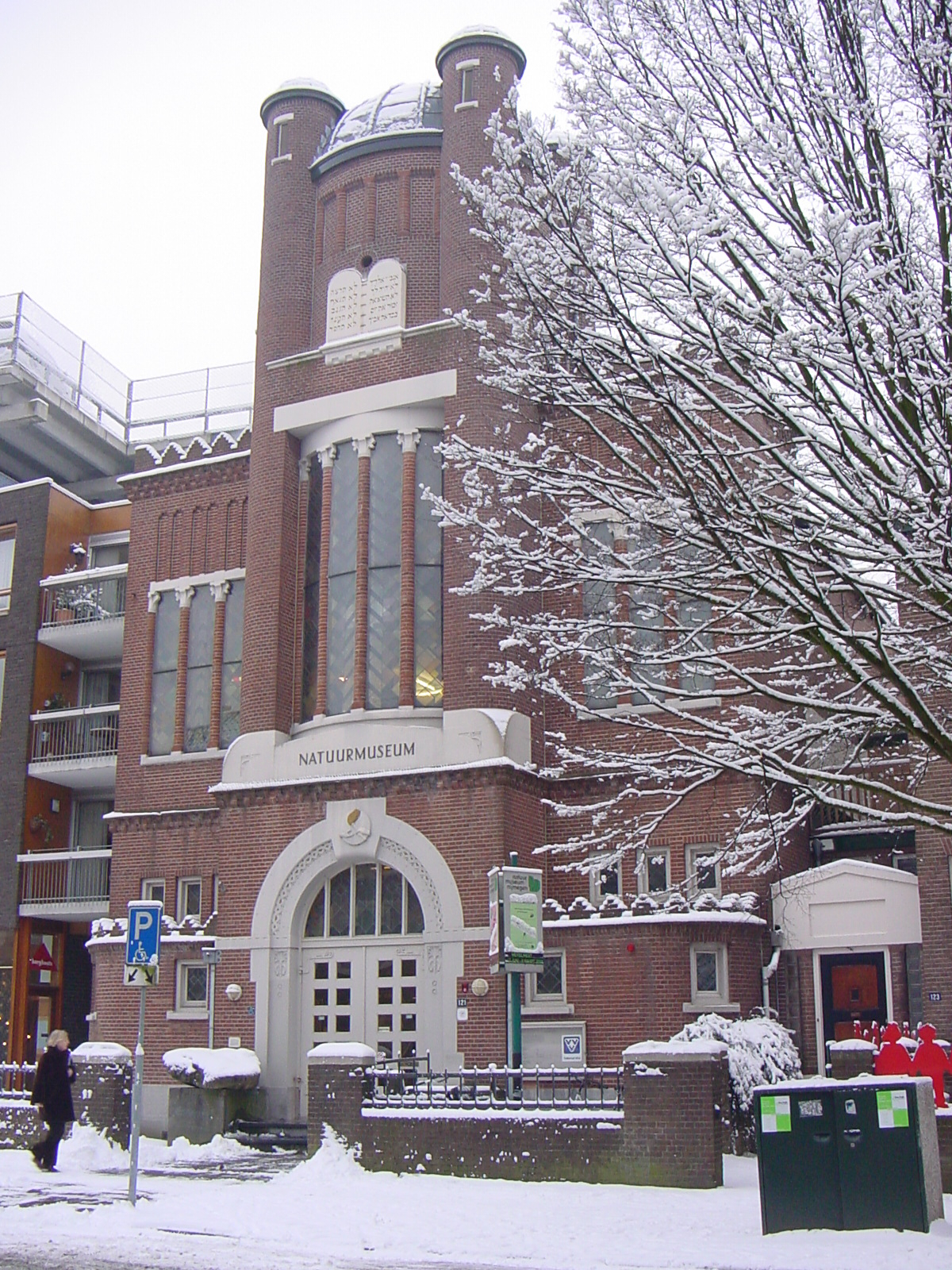
Kitty de Wijze Centrum